# Jean Dideral
Jean Dideral, nom de plume d’Édouard Lévy, est un écrivain égyptien d'expression française né le 9 novembre 1906 à Alexandrie et mort à Neuilly-sur-Seine le 27 décembre 1996,. Il prit le nom de Dideral en hommage à Diderot.

## Biographie
Tout d'abord avocat près la Cour d'appel mixte d'Alexandrie, puis avocat près la Cour d'appel national d'Alexandrie, il fut expulsé d'Égypte, à la suite de la crise du canal de Suez. Devenu aveugle en 1948, il épousa vers 1960 une Française, Nicole Guion (1921-1989), fille d'un banquier. Son premier ouvrage, le roman Égypte mes yeux, mon soleil, eut une certaine notoriété.

## Œuvres
- Égypte mes yeux, mon soleil, 1969.
- La Grande peur des bien-mangeants, Ed. Oswald, Honfleur, 1970.
- Les dix jours qui ébranlèrent le Louvre ou la forêt des mots, Ed. Oswald, Paris, 1974, avec une lithographie de Marcel Salinas.
- Le Charmeur de voitures, 1976, Les éditeurs français réunis, Paris.
- Le Chant de l'éclipse ou Danser la vie, 1982, Ed. Arcam, Paris.
- Noces d’argent, 1987, Ed. Arcam, Paris, avec son épouse Nicole Dideral.